# Polytrichum juniperellum
Polytrichum juniperellum là một loài rêu trong họ Polytrichaceae. Loài này được Müll. Hal. mô tả khoa học đầu tiên năm 1881.